# Vinje (Telemark)
Vinje is een gemeente in de provincie Telemark in het zuiden van Noorwegen. De gemeente telde 3726 inwoners in januari 2017.
Vinje ligt in het Hjartdal, ten zuidoosten van de hoogvlakte Hardangervidda. In het noorden grenst het aan Nore og Uvdal, in het oosten aan Tinn en Seljord, in het zuiden aan Tokke en Bykle en in het westen aan Suldal, Odda en Ullensvang.
Het meer Totak ligt in de gemeente. Het meer Møsvatnet is gelegen tussen Vinje en Rjukan.
In Arabygdi in de gemeente Vinje ligt het muziekhistorisch museum Myllarheimen dat gewijd is aan de violist en kunstenaar Torgeir Augundsson (1801-1872).

## Plaatsen in de gemeente
- Åmot
- Rauland
- Haukeli

## Bekende mensen uit Vinje
- Aasmund Olavsson Vinje (*1818 - 1870), schrijver
- Aslaug Vaa (*1889 - 1965), schrijver uit Rauland in Vinje
- Tarjei Vesaas (*1897 - 1970), schrijver
- Einar Skinnarland (*1918 - 2002), verzetsstrijder, SOE-agent en waterbouwkundige

Bamble · Drangedal · Fyresdal · Hjartdal · Kragerø · Kviteseid · Midt-Telemark · Nissedal · Nome · Notodden · Porsgrunn · Seljord · Siljan · Skien · Tinn · Tokke · Vinje